# Oderflutkatastrophe 1947

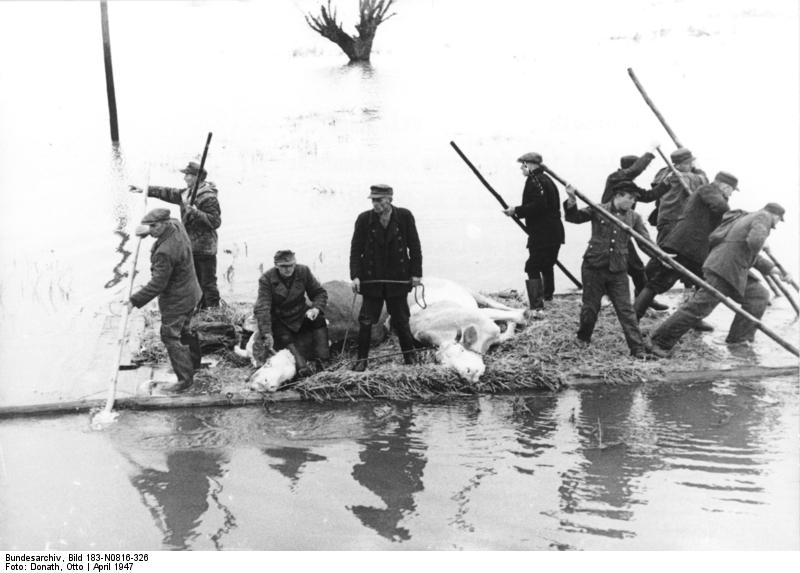
Hochwasserkatastrophe im Oderbruch

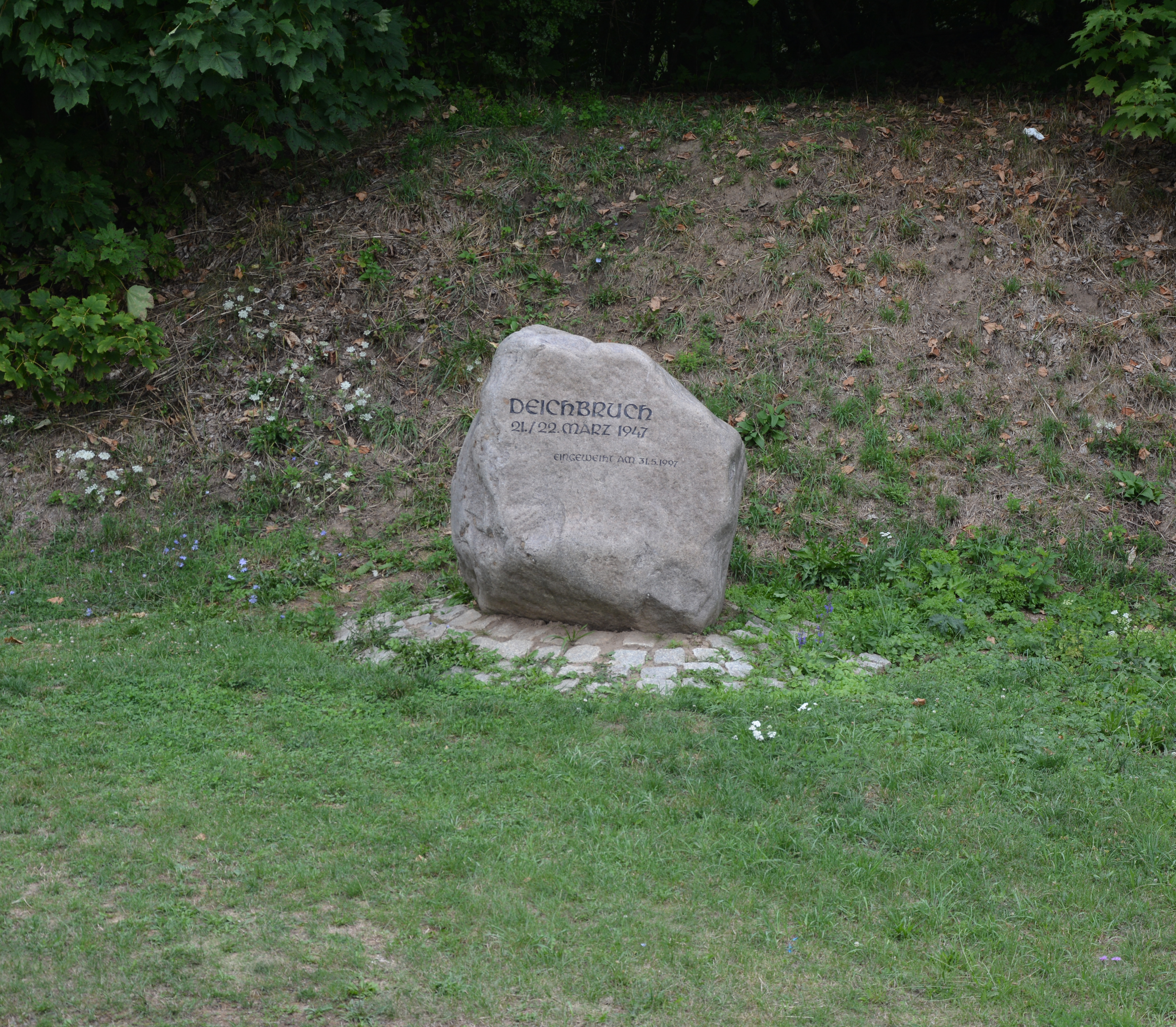
Gedenkstein am Oderdeich bei Reitwein

Die Oderflutkatastrophe 1947 war die bisher folgenreichste Überschwemmung durch ein Oder-Hochwasser in der Neuzeit in Deutschland.

## Verlauf
Die schwerste Oderhochwasser-Katastrophe des 20. Jahrhunderts im Oderbruch ereignete sich im Frühjahr 1947. Am 21. März abends in der Nacht zum 22. März bildete Treibeis infolge Eisgangs in der Nähe des Umflutkanals bei Küstrin-Kietz eine Eisbarriere. Auch nördlich von Reitwein bildeten sich Eisversetzungen. Diese staute binnen kurzer Zeit große Wassermengen. Morgens am 22. März 1947 um 1 Uhr wurde der Oderdeich bei Reitwein schließlich überflutet. Die Deichkrone wurde an zwei Stellen in einer Länge von über 100 Meter vom Wasser überspült. Schnell waren Bereiche der Deichkrone auf einer Breite von ca. 300 Meter und einem Meter Tiefe zerstört. Das Hochwasser erreichte sogar das mehrere Kilometer vom Fluss entfernte Bad Freienwalde (Oder), dort das Gebäude der Hauptpost in der Innenstadt, wo sich heute ein Gedenkstein befindet. Mehr als 20.000 Menschen wurden damals obdachlos.
Der Leiter des Sachgebietes Katastrophenschutz der Kreisverwaltung Märkisch-Oderland bestätigt auch einen letztlich erfolglosen Einsatz von Bombern der Roten Armee gegen die gefährlichen  Eisversetzungen 1947 auf der Oder. So wurden vormittags am 22. März durch sowjetische Flieger acht Bomben und nachmittags vier weitere Bomben abgeworfen. Auch am 23. März wurden weitere Bombenabwürfe durchgeführt. Alle Maßnahmen brachten jedoch nicht das erhoffte Ergebnis. Erst am 24. März löste sich die Versetzung gegen 21 Uhr.

## Rezeption
- Der Sonne Glut, Teil 3: Saat im Sturm, DFF-Spielfilm 1970, 122 Minuten (enthaltend Filmaufnahmen aus 1947)[6]
- Edwin Marian: Der Sonne Glut, Berlin 1973, Verlag Neues Leben; Kapitel: Die Saat im Sturm